# Belo Horizonte Challenger
Il Belo Horizonte Challenger è stato un torneo professionistico di tennis giocato su campi in terra rossa. Faceva parte dell'ATP Challenger Series. Si è giocata una sola edizione nel 1985, a Belo Horizonte in Brasile.

## Albo d'oro

### Singolare
| Anno | Campione      | Finalista       | Punteggio |
| ---- | ------------- | --------------- | --------- |
| 1985 | Thomas Muster | Carlos Di Laura | 6–1, 6–4  |

### Doppio
| Anno | Campioni                  | Finalisti                 | Punteggio |
| ---- | ------------------------- | ------------------------- | --------- |
| 1985 | Massimo Cierro Julio Goes | Givaldo Barbosa Ivan Kley | 6–3, 6–4  |